# Geir Skeie

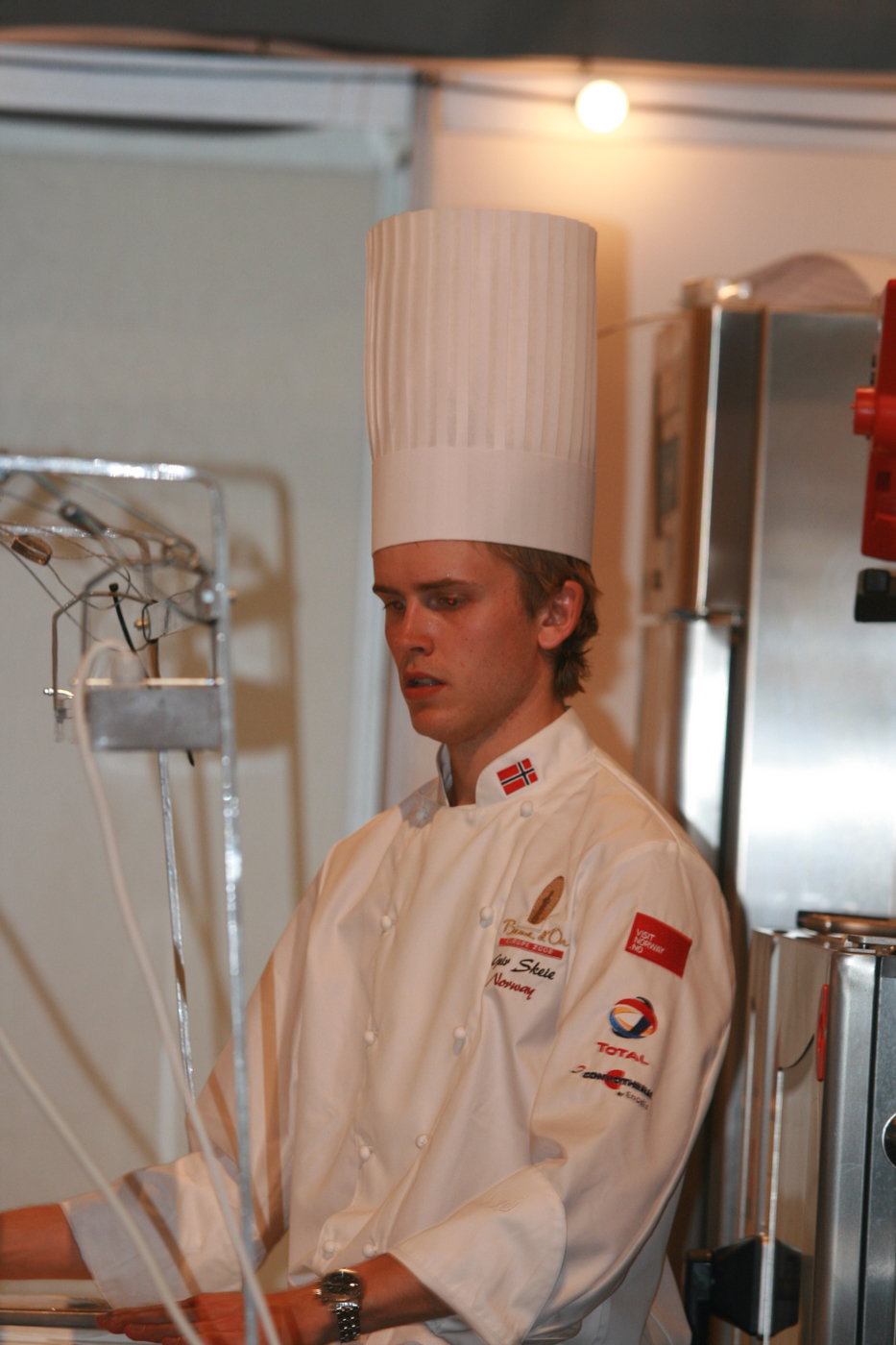
Geir Skeie (2008)

Geir Skeie (* 2. Juli 1980 in Fitjar) ist ein norwegischer Koch.

## Leben
Skeie führt zwei Restaurants, die beide Brygga 11 heißen, in Sandefjord und in Leirvik. Bereits zuvor war er in Sandefjord als Küchenchef des Mathuset Midtåsen Solvold tätig, welches dem Bocuse d’Or-Preisträger Odd Ivar Solvold gehört. Außerdem arbeitete er in den Restaurants Le Canard, Solsiden und Palace Grill in Oslo und im Skarsnuten hotel in Hemsedal.
Geir Skeie machte sich den Bocuse d’Or zur Aufgabe, als er 1993 Bent Stiansen im Fernsehen sah, den ersten Norweger, der diesen Wettbewerb gewann. Für den Wettbewerb wurde Skeie von Odd Ivar Solvold trainiert. Mit 1020 Punkten hatte Skeie auch einen ansehnlichen Vorsprung zum Zweitplatzierten, dem Schweden Jonas Lundgren.

## Auszeichnungen
- 2009: 1. Platz beim Bocuse d’Or